# Jules Montigny
Pour les articles homonymes, voir Montigny.
Jules Montigny, né à Saint-Josse-ten-Noode, le 15 novembre 1840 et mort à Tervuren le 24 février 1899, est un peintre belge connu pour ses représentations animalières et ses paysages.
Membre de l'École de Tervueren, il est influencé par son chef de file Hippolyte Boulenger et représente des scènes pleinaristes. Ses œuvres sont notamment conservées aux Musées royaux des Beaux-Arts de Belgique, au Musée M à Louvain et au Musée des Beaux-Arts de Liège.

## Biographie

### Famille
Jules (Jules Léon) Montigny, né rue du Midi no 2 à Saint-Josse-ten-Noode le 15 novembre 1840, est le fils de Jean Joseph Montigny (1796-1873), autrefois officier et précepteur des enfants du prince d'Orange au château de Tervuren, rentier et de Marie Thérèse Augustine Genatzy (1806), tous deux natifs de Bruxelles. Il a un frère aîné, Paul Montigny (1842-1897), pianiste et professeur de musique à Paris. Jules Montigny épouse à Bastogne le 4 novembre 1871 Marie Joséphine Elisabeth Delperdange, née à Bastogne le 19 mai 1841. Le couple a une fille, Julie Montigny, née à Tervuren le 20 août 1872.

### Formation
En 1855, Jules Montigny, attiré par l'art depuis son enfance, est étudiant à l'Académie royale des beaux-arts de Bruxelles, où il est formé par François-Joseph Navez, mais ne demeure que peu de temps auprès de ce premier professeur qui lui apprend à dessiner. Paul Lauters, ami de la famille, présente le jeune homme, étudiant librement à la campagne, au peintre de genre Henri Dillens dans son atelier à Schaerbeek, où il étudie les petits secrets de la peinture durant une année.
Jules Montigny expose un Portrait de Jeune fille au Salon de Bruxelles de 1860, puis une scène de genre au Salon d'Anvers de 1861, tout en se rendant, pour y puiser son inspiration, régulièrement à Boondael, Boitsfort, et Watermael jusqu'en 1863, date à laquelle il quitte la maison paternelle.

### Carrière
Il commence à réaliser des peintures animalières et de paysages à partir de 1863, puis il entre au contact de l'École de Tervueren. Désormais, les thèmes de prédilection de Jules Montigny s'inspirent d'Hippolyte Boulenger, chef de file de l'École de Tervueren qu'il connaît depuis plusieurs années, étant autrefois souvent invité chez les parents de Jules Montigny qui souhaitaient l'aider en raison de sa situation financière inconfortable. Jules Montigny réside et travaille successivement à La Hulpe (1863-1866), Ottignies (1866-1867) et officiellement Ixelles (1867), puis d'établit définitivement à Tervuren en 1870.
Au Salon de Bruxelles de 1869, le roi Léopold II acquiert son tableau intitulé L'Hiver.
Jules Montigny, meurt, à l'âge de 58 ans, chaussée de Bruxelles à Tervuren le 24 février 1899.

## Œuvre

### Caractéristiques

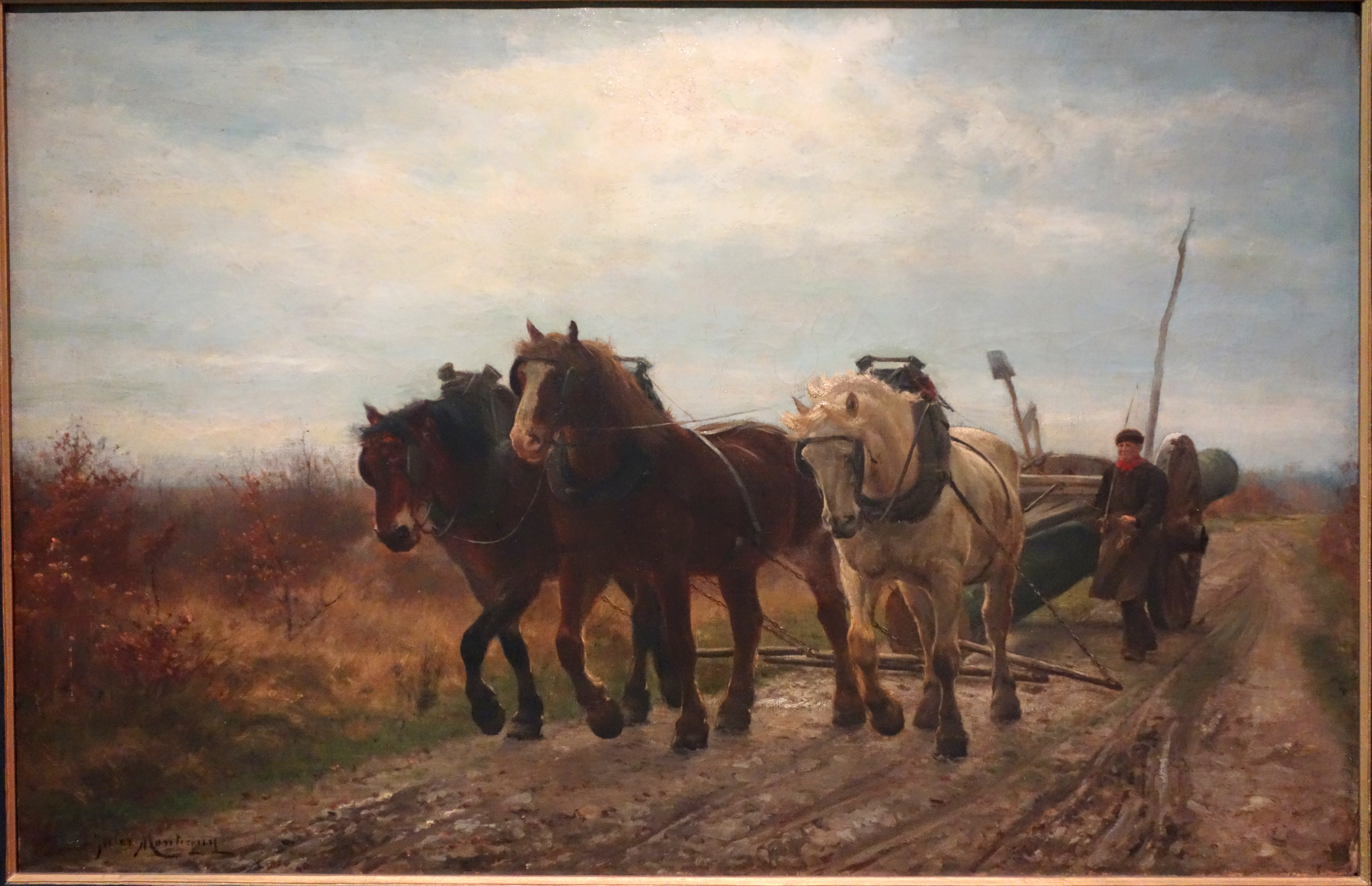
Le Marchand de bois, Exposition universelle de 1885 à Anvers, Musée M.

Son champ pictural couvre essentiellement les représentations animalières et les paysages. En formation auprès d'Henri Dillens, il réalise, en 1857, son premier tableau intitulé Gamins jouant aux billes, d'un style conventionnel, inspiré par son professeur. Il peint ensuite plusieurs portraits, assez médiocres, qui connaissent pourtant un certain succès, mais il cherche encore sa voie, même s'il vend aisément sa scène de genre Dentellière à un antiquaire en 1859.
Après 1860, même s'il a développé une vision individuelle à La Hulpe, ses thèmes artistiques évoluent au contact de ses séjours en pleine nature et sont renforcés par le contact de l'École de Tervueren. Il peint préférentiellement des sites agrestes, des vaches quittant l'étable, des chevaux paissant au pâturage, des chaumières typiques et des drèves ensoleillées. Toutefois, au début, le public n'est pas encore réceptif à la nouvelle voie qu'il persiste à poursuivre, rompant avec les vieilles traditions. Lorsqu'il expose Le Puits mitoyen au Salon de Bruxelles de 1863, le succès est enfin au rendez-vous, et la presse manifeste son admiration devant cette toile très travaillée et achevée comme un tableau gothique. Le critique artistique Auguste Schoy estime que le jeune peintre, qui en est à ses débuts, possède un véritable sentiment de la couleur, bien que son Four banal dont le paysage est nu et les figures trop sèchement dans la masse soit moins réussi.
Selon le critique d'art Edmond Louis De Taeye, la peinture de Jules Montigny connaît une dernière phase d'évolution après 1886, il alterne les représentations d'attelages brabançons avec les groupes de bestiaux étudiés fidèlement d'après nature dans des prés accidentés et sous l'ombre d'arbres aux branches puissantes. Sa connaissance de l'anatomie équestre et bovine lui permet de perfectionner la structure de ses toiles. Dans ses études, il décompose les divers mécanismes des allures équestres. 
Pour sa part, Camille Lemonnier remarque en 1876 que le cheval est pour Jules Montigny une étude de prédilection, qu'il a appréhendée techniquement dans les livres et d'après les planches anatomiques, tout en le peignant d'après nature. Souvent il cherche les effets de son art en plaine, le matin, lorsque la terre fume, que des sillons s'élève une buée légère et le brouillard tend son étamine sur les fonds. À l'avant plan, des chevaux, une charrette ou des bœufs. Parfois, la scène change, des chevaux broutent, derrière l'enclos, l'herbe d'un pré, le soleil est déjà chaud, mais des flocons de vapeur pendent encore aux épines des haies. Ou bien, la neige blanchit la campagne, le ciel est couleur de papier brûlé, le morne hiver a succédé aux mélancolies de l'automne. Il a le sentiment de la note rurale, pittoresque et poétique. Il réussit à communiquer la sensation du silence qui plane sur les campagnes, animées par la vie des bestiaux qui broutent dans les prairies ou par le va-et-vient des attelages roulant le long des chemins sinueux.
Au point de vue de la technique, sa peinture est très simple, ne recherchant ni les savants effets de relief de la pâte, ni l'originalité de la touche. Elle est essentiellement honnête et d'aucuns la trouveront même un peu banale. Il utilise rarement l'huile, ne craignant pas de laver, de frotter, ou de nettoyer sa peinture de mille manières.  
Il interprète parfaitement les effets de pluie, le calme des soirs et la fraîcheurs des matins d'automne. S'il n'a jamais été un luministe, il est capable de rendre à ses œuvres l'atmosphère nécessaire et s'imprègne de la poésie pénétrante des choses. Son indépendance artistique, dont il se vantait, lui cause plus d'un ennui, certains officiels lui tournant le dos. Il affirme « Je ne place pas la couleur au-dessus de la forme. La palette seule est impuissante à réaliser une expression complète d'art, mais il n'en est pas de même du dessin. J'aime la beauté des tonalités harmonieuses, mais je suis loin de les considérer comme le criterium unique d'une véritable œuvre esthétique. La couleur, d'ailleurs est la sœur de la lumière, à laquelle certains peintres modernes accordent beaucoup trop d'importance. Certes, la lumière vivifie la nature, mais elle n'y domine pas exclusivement. Au contraire, tout y est plutôt harmonieux, estompé. Les artistes qui se laissent tenter par la recherche de la lumière brutale, absolue ou du franc soleil sont donc victimes du danger d'une formule exagérée. »

### Expositions

#### Belgique
- Salon de Bruxelles de 1860 : Portrait de Melle M.S.[8].
- Salon d'Anvers de 1861 : Le Bon père[9].
- Salon de Bruxelles de 1863 : Le Puits mitoyen et Le Four banal[10].
- Salon de Gand (XXVIe) de 1865 : Poules[11].
- Salon de Bruxelles de 1866 : Le Hangar, La Grange et L'Hiver[12].
- Salon d'Anvers de 1867 : Chevaux dans le bois ; fin d'automne,  Une averse et Chevaux allant au labour ; printemps[13].
- Salon de Gand (XXVIIe) de 1868 : Le Labourage[14].
- Salon de Bruxelles de 1869 : L'Hiver, Préparatifs de départ et Le Verger[8].
- Salon de Bruxelles de 1872 : La Moisson et Chevaux de labour[15].
- Salon d'Anvers de 1873  : Matinée de février et Chevaux allant au labour ; printemps[16].
- Salon de Bruxelles de 1875 : Attelage brabançon, Coupe de bois ; forêt de Soignes et Souvenir de Genck (Campine)[17].
- Salon d'Anvers de 1876 : Matinée de février et La Prairie[18].
- Salon de Gand (XXXe) de 1877 : Souvenir des Ardennes et Une matinée d'octobre ; forêt de Soignes[19].
- Salon de Bruxelles de 1878 : Une belle journée de mars, Novembre et Le Chariot[8].
- Salon d'Anvers de 1879 : L'Attente après la pluie ; forêt de Soignes et Génisses en prairie ; mai[20].
- Salon de Gand (XXXIe) de 1880 : Un attelage de vaches à Tervuren, Un soir d'octobre ; labourage[21].
- Salon de Bruxelles de 1881 : Les Fagots ; hiver et Une matinée de mai[22].
- Salon d'Anvers de 1882 : Attelage et Soirée après la pluie ; souvenir de Campine[23].
- Salon de Gand de 1883 (XXXIIe) : La Moisson, rentrée du seigle et Au bois du Roi ; matinée de novembre à Tervuren[24].
- Salon de Bruxelles de 1884 : Chevaux de labour, Surprise et Un soir d'automne après la pluie[8].
- Salon de Namur de 1886 : Environs de Bruxelles[8].
- Salon de Bruxelles de 1887 : Souvenir des Ardennes, Taureaux bretons, pur sang, Forêt de Soignes en mars et Attelage de marchand de bois[25].
- Salon d'Anvers de 1888 : Bœufs et vaches dans la prairie, Chevaux de labour et Laboureur brabançon, octobre[26].
- Salon de Gand (XXXIVe) de 1889 : Souvenir des Ardennes ; septembre et Un soir de novembre ; après la pluie[27].
- Salon de Bruxelles de 1890 : Vaches dans une prairie et Chevaux[8].
- Salon d'Anvers de 1891 : Bestiaux conduits au pâturage, Dans la bruyère ; souvenir de Genck[28].
- Salon de Gand (XXXVe) de 1892 : Bœufs en prairie ; juin[29].
- Salon de Bruxelles de 1893 : Bœufs de labour ; mars et Bœufs en prairie ; juillet[30].
- Salon de Gand (XXXVIe) de 1895 : Bestiaux revenant du pâturage et Souvenir de Genck (Campine)[31].
- Salon de Liège de 1895 : Le Chariot du meunier et Bœufs[8].
- Salon de Bruxelles de 1897 : Un soir d'octobre[32].
- Salon d'Anvers de 1898 : Bœufs en prairie, Tervuren et Le Paysagiste aux champs ; Tervuren[33].
- Salon de Gand (XXXVIIe) de 1899 (posthume) : Le Semeur[34].
- Salon de Bruxelles de 1900 (posthume) : Attelage brabançon et Vaches au pâturage[35].

#### Expositions universelles
- Exposition universelle de 1885 à Anvers : L'Attelage d'un marchand de bois[8].
- Exposition universelle de 1893 à Chicago : La Rentrée du troupeau ; octobre[8].
- Exposition universelle de 1894 à Anvers : Le Retour du marché[8].

### Collections muséales
Ses œuvres sont notamment conservées aux 
- Musées royaux des Beaux-Arts de Belgique (Bruxelles) : 
  - En hiver (1890), huile sur toile, inventaire no 3205, format 86 × 131,5 cm, acquis au Salon de Bruxelles de 1890[36] ;
- Musée M à Louvain :
  - Le Marchand de bois (1885).
- Musée des Beaux-Arts de Liège : 
  - Un Soir d'automne après la pluie, huile sur toile, inventaire no 341, format 128 × 197 cm[37] ;
  - Retour des champs, huile sur toile, inventaire no 342, format 123 × 172 cm, don de M. Esbenvelman de Liège, en souvenir de son fils mort au front[37].

### Honneur
- Chevalier de l'ordre de Léopold (8 décembre 1888)[38].